# Tam Galbraith
Hon. Sir Thomas „Tam“ Galloway Dunlop Galbraith, KBE (* 10. März 1917; † 2. Januar 1982 in Mauchline, Ayrshire, Schottland) war ein britischer Politiker der Scottish Unionist Party und ab 1965 der Conservative Party, der unter anderem von 1948 bis zu seinem Tode 1982 Mitglied des Unterhauses (House of Commons) sowie 1955 kurzzeitig Treasurer of the Household war.

## Leben
Tam Galbraith war das älteste von sieben Kindern des Politikers Thomas Dunlop Galbraith (1891–1985), der als Unterhausabgeordneter 1955 als Baron Strathclyde in den erblichen Adelsstand der Peerage of the United Kingdom erhoben und dadurch Mitglied des Oberhauses (House of Lords) wurde, aus dessen Ehe mit Ida Jane Galloway († 1985). Nach dem Besuch des Wellington College in Berkshire begann er ein grundständiges Studium am Christ Church der University of Oxford, welches er 1938 mit einem Bachelor of Arts (B.A.) beendete. Er nahm von 1939 bis 1945 als Lieutenant der Freiwilligenreserve der Royal Navy am Zweiten Weltkrieg teil.
Nach Kriegsende kandidierte er bei der Unterhauswahl am 5. Juli 1945 für die Scottish Unionist Party im Wahlkreis „Paisley“ erstmals für ein Mandat im Unterhaus, unterlag aber dem Kandidaten der Labour Party, Oliver Baldwin, Viscount Corvedale. Nach dem Ausscheiden des als 1. Baron Pethick-Lawrence in den erblichen Adelsstand erhobenen Frederick Pethick-Lawrence aus dem Unterhaus am 16. August 1945, kandidierte er am 3. Oktober 1945 bei der notwendigen Nachwahl im Wahlkreis „Edinburgh East“ wieder für einen Sitz im House of Commons, unterlag dieses Mal jedoch George Thomson von der Labour Party. Zudem absolvierte er ein Studium der Rechtswissenschaften an der University of Glasgow und schloss dieses 1946 mit einem Bachelor of Laws (LL.B.) ab. Ferner begann er ein postgraduales Studium am Christ Church der University of Oxford, das er 1947 mit einem Master of Arts (M.A.) beendete.
Nach der Erhebung des bisherigen Unterhausabgeordneten James Scott Cumberland Reid zum Baron Reid und Ernennung zum Lordrichter am 6. Oktober 1948 aufgrund des Appellate Jurisdiction Act 1876, wurde Galbraith bei der dadurch notwendigen Nachwahl am 25. November 1948 Unionist Party im Wahlkreis „Glasgow Hillhead“ erstmals zum Mitglied des Unterhauses (House of Commons) gewählt und gehörte diesem nach seinen Wiederwahlen am 23. Februar 1950, 25. Oktober 1951, 26. Mai 1955, 8. Oktober 1959, 15. Oktober 1964, 31. März 1966 18. Juni 1970, 28. Februar 1974, 10. Oktober 1974 und 3. Mai 1979 bis zu seinem Tod am 2. Januar 1982 fast 33 Jahr lang an, wobei er 1965 als Mitglied der Conservative Party beitrat. Die durch seinen Tod erforderliche Nachwahl im Wahlkreis „Glasgow Hillhead“ am 25. März 1982 gewann der frühere Labour-Minister und damalige Kandidat der Social Democratic Party (SDP), Roy Jenkins.
Während der Regierungen der konservativen Tories fungierte Tam Galbraith von 1951 bis 1954 im Schatzamt (HM Treasury) als Lord Commissioner of the Treasury und danach als Nachfolger von Sir Roger Conant, 1. Baronet zwischen 1954 und seiner Ablösung durch seinen Vater Thomas Dunlop Galbraith 1955 erst als Comptroller of the Royal Household, ehe er 1955 als Nachfolger von Cedric Drewe stellvertretender Parlamentarischer Hauptgeschäftsführer (Deputy Chief Whip) der Fraktion seiner Partei und zugleich Treasurer of the Household wurde. Er bekleidete dieses Amt bis 1957 und wurde daraufhin von Hendrie Oakshott abgelöst.
Galbraith war danach von 1957 bis 1959 als Ziviler Lord der Admiralität (Civil Lord of the Admiralty) und fungierte daraufhin von Oktober 1959 bis November 1962 als Parlamentarischer Unterstaatssekretär im Schottland-Ministerium (Joint Parliamentary Under-Secretary, Scottish Office). Als Nachfolger von John Hay übernahm er schließlich am 3. Mai 1963 das Amr als Parlamentarischer Staatssekretär im Verkehrsministerium (Parliamentary Secretary to the Ministry of Transport) und hatte diesen Junior-Ministerposten bis zur Niederlage der Conservative Party bei den Unterhauswahlen am 15. Oktober 1964 inne. Er war Angehöriger der Royal Company of Archers, die zeremonielle Leibwache des britischen Monarchen in Schottland, und Verwalter des Wellington College in Berkshire.
Galbraith wurde für seine Verdienste 1982 noch als Knight Commander des Order of the British Empire (KBE) nobilitiert, wodurch er fortan das Prädikat „Sir“ führte. Er heiratete am 11. April 1956 die aus Belgien stammende Simone Clotilde Fernande Marie Ghislaine du Roy de Blicquy († 1991), Tochter von Jean du Roy de Blicquy. Aus dieser 1974 geschiedenen Ehe gingen die drei Kinder Anne Marie Ghislaine du Roy Galbraith (* 1957), Thomas Galloway Dunop du Royal de Blicquy Galbraith (* 1960) und Charles William Du Roy De Blicquy Galbraith (* 1962) hervor. Als ältester Sohn war Tam Galbraith Titelanwärter (Heir apparent) auf den Titel des Baron Strathclyde. Da er jedoch vor seinem Vater verstarb, erbte sein ältester Sohn Thomas Galloway Dunop du Royal de Blicquy Galbraith beim Tod des Großvaters Thomas Galbraith, 1. Baron Strathclyde, am 12. Juli 1985 diesen Titel und die damit verbundene Mitgliedschaft im Oberhaus.